# Мітрідат IV

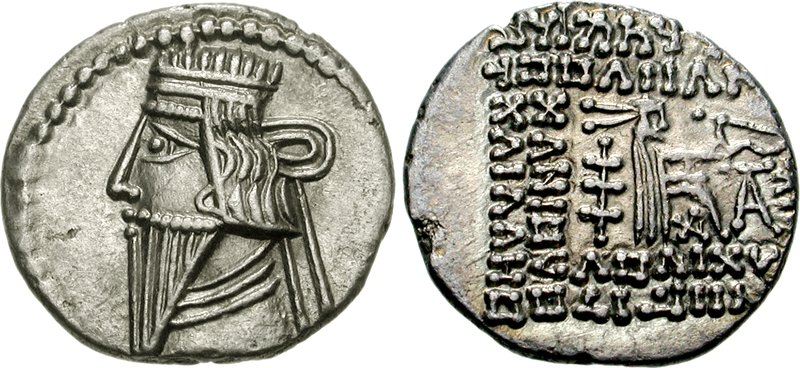
Монета із зображенням Мітрідата IV

Мітрідат IV — цар Парфії з династії Аршакідів. Правив у 128⁣–⁣147 роках.
Правління Мітрідата IV проходило в умовах двоцарювання: реально Мітрідат правив у західній частині Парфянської імперії, у східній же частині правив Вологез II.

## Біографія
Мітрідат був сином царя Вологеза I, братом царів Пакора II, Хосроя (Ороза) та Вологеза II.
Правління Мітрідата IV супроводжувалося не лише епохою двоцарювання, але і війнами з Римом та постійною боротьбою з Вологезом II, який правив у східній частині імперії. Мітрідат успадкував владу від свого брата Хосроя (Ороза) в 128, але зміг зміцнитися лише у західній частині імперії.
Він заповів корону своєму синові Санатруку, але той загинув у битві з римлянами.
Мітрідат IV, як і його брат Вологез II, помер у 147. Єдиним спадкоємцем трону залишився син Вологеза II — Вологез III, при вступі на престол якого завершилася чергова епоха двоцарювання в Парфії.